# Sandra Günter
Sandra Günter (* 1970 in Bremen) ist eine deutsche Sport- und Kulturwissenschaftlerin mit dem Schwerpunkt Geschlechterforschung. Sie ist Leiterin des Arbeitsbereiches Sport und Gesellschaft an der Leibniz Universität Hannover.

## Beruflicher Werdegang
Nach dem Abitur studierte Sandra Günter an der Universität Bremen (1990–1996) Geschichte und Sport. Nach dem 1. und 2. Staatsexamen unterrichtete sie in Bremen und Niedersachsen (1997–2006) in Teilzeit und promovierte parallel hierzu an der Universität Bremen.
Von 2006 bis 2009 war sie Wissenschaftliche Mitarbeiterin von Gabriele Klein (FB Bewegungswissenschaft, Universität Hamburg). Von 2009 bis 2014 war sie Ass. Professorin für Sport- und Körpersoziologie am Institut für Sportwissenschaft, der Universität Bern, ehe sie 2014 als Associate Professorin für Soziologie des Sports an die Universität Trondheim berufen wurde. 2016 erfolgte der Ruf als Leiterin des Arbeitsbereiches Sport und Gesellschaft an der Leibniz Universität Hannover.

## Forschungsschwerpunkt
Sandra Günters Arbeitsschwerpunkt liegt im Bereich der sportbezogenen Geschlechterforschung. Sie befasst sich insbesondere mit folgenden Themenfeldern:
- Sport-, Körper-, Diversitäts- und Migrationssoziologie
- Körper- und Geschlechterkonstruktion im Sport
- Kulturgeschichte von Sport, Körper und Bewegung
- Sportgeschichte und Sportpolitik

## Mitgliedschaften
Günter ist Mitglied im Forum Geschlechterforschung der Leibniz Universität Hannover. Sie gehört dem Wissenschaftlichen Beirat des Niedersächsischen Instituts für Sportgeschichte an und ist Sprecherin der Sektion Sportgeschichte der Deutschen Vereinigung für Sportwissenschaft.

## Ehrungen und Auszeichnungen
Für ihre Arbeit erhielt Günter den Dr.Bernhard-Zimmermann-Preis des Niedersächsischen Instituts für Sportgeschichte (2002; Diss.: Geschlechterkonstruktion im Sport. Eine historische Untersuchung der nationalen und regionalen Turn- und Sportbewegung des 19. und 20. Jahrhunderts).